# Kamenitza

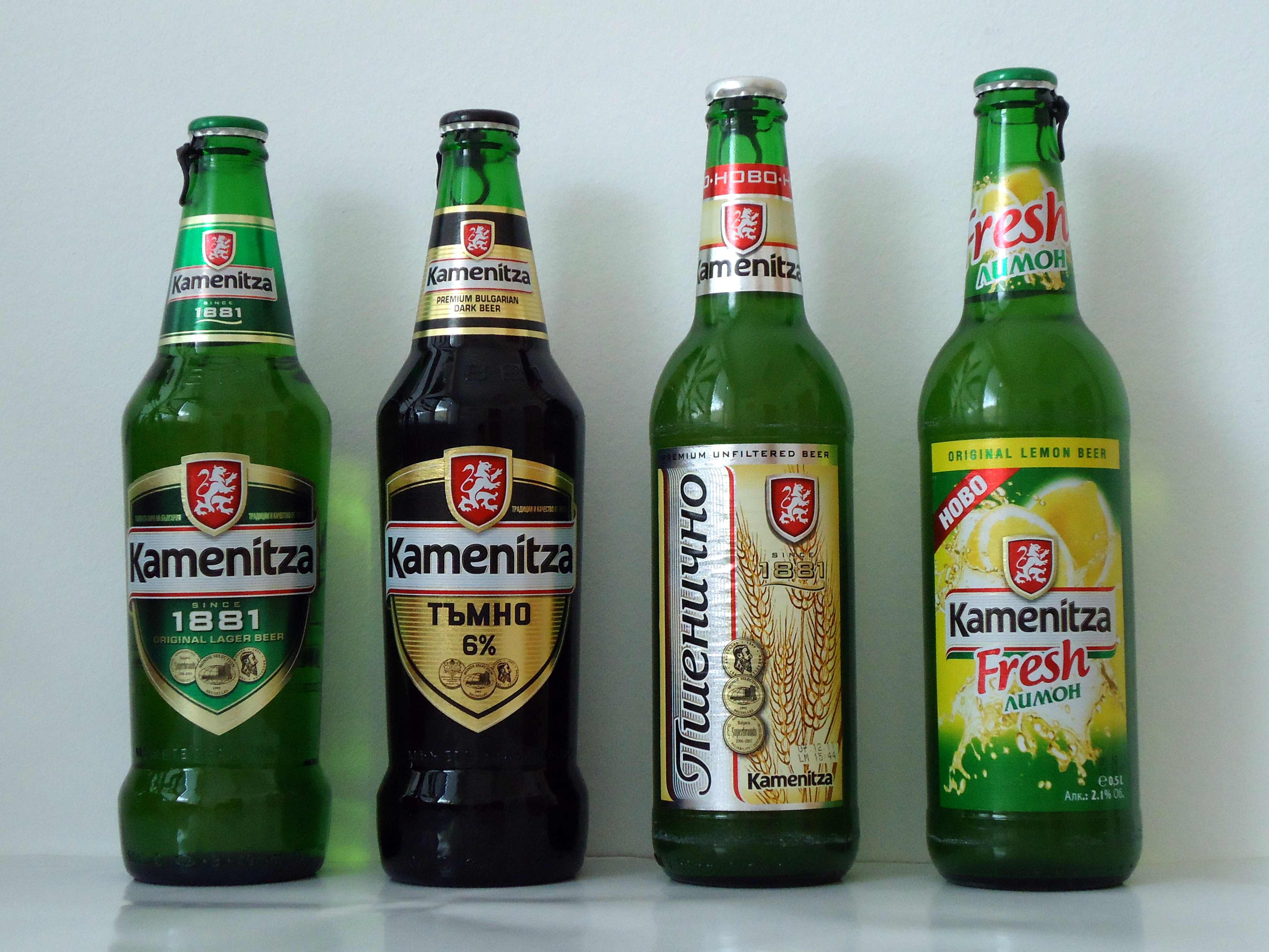
Butelki piwa Kamenitza

Kamenitza (Каменица) jest jedną z najwięcej sprzedających piwa bułgarskich firm, mająca siedzibę w Płowdiwie. Założona w 1881, własność InBev, firma ma szeroką ofertę ciemnych piw i lagerów.
Kamenitza miała 18% udziałów w bułgarskim rynku w 2005 roku zgodnie z ACNielsen. Firma jest sponsorem reprezentacji Bułgarii w piłce nożnej.

## Historia
Historyczne informacje w tej sekcji są z [Vatahov 2006]
W 1881 roku trzech szwajcarskich przedsiębiorców zbudowało browar w Płowdiwie na wzgórzu zwanym Kamenitza i użyło tej nazwy jako swojej marki. Większość Bułgarów w tamtych czasach preferowała lagery, ale Kamenitza zmieniła rynek, produkując pierwsze bułgarskie ciemne piwo. w latach 90. XIX wieku marka ta zdobywała nagrody na międzynarodowych wystawach, m.in. w Brukseli i Chicago.
W okresie rządów dyktatury komunistycznej browar Kamenitza został znacjonalizowany - od 1947 wszedł w skład państwowych Napojów Alkoholowych, zaś w 1952 stał się częścią Vinpromu.
Belgijska międzynarodowa firma InBev kupiła bułgarskie browary Kamenitza, Astika i Burgasko Pivo w 1995 oraz Plevensko Pivo w 1997. Między 1997 a 2005 InBev zainwestował 86,3 milionów lewów w Bułgarii. W rezultacie tej inwestycji w 2005 Kamenitza sprzedała 800 000 hektolitrów piwa, stając się najchętniej kupowanym rodzimym piwem.